# 横浜温泉チャレンジャー
横浜温泉チャレンジャー（よこはまおんせんチャレンジャー）は、神奈川県横浜市旭区に所在した温泉施設である。

## 歴史
横浜若葉台団地の南側に位置するこの地には、社会福祉法人創生会が運営する特別養護老人ホーム「あだちホーム」が1985年に開所した。初代施設長は、友人である掘削会社社長の勧めによりボーリング調査を開始。1993年に温泉を掘り当てた。1994年よりあだちホーム内の浴室の一般開放を開始。浴室は一つしかなく、隔日での男女交代制であったが、2000年に新たな温泉施設を開設した。
「チャレンジャー」の商号には、掘削会社の社名と、「いくつになってもチャレンジャーでいたい」という初代施設長の想いが込められている。
最盛期に約20万人いた年間入浴客は、近隣に新たにできた温泉施設との競合により2020年には5万人まで減少。新型コロナウイルス感染症の影響で赤字が拡大し、事業継続が困難であるとして2021年12月31日をもって閉館した。常連客や皮膚疾患の療養者からは閉館を惜しむ声も寄せられ、同館スタッフは、「温泉を運営したい人がいれば、施設を貸し出したい」と述べている。

## 泉質
泉質はナトリウム―塩化物泉で、泉温は44℃。神奈川県温泉地学研究所が療養泉と認めた泉質で、特にアトピー性皮膚炎に期待される。メタホウ酸の濃度が高く、「美人の湯」とも呼ばれる。源泉の温度が高く、無加温で供給される。

## 施設
一般利用者向けの「横浜温泉チャレンジャー」には、男女それぞれに普通浴槽、寝湯、ジャグジーの3つの浴槽があり、いずれにも温泉が使われている。介護が必要な高齢者や、アトピー性皮膚炎の患者などに対応した貸切の個別浴室も4室備えられている。
温泉は、あだちホームでも入所者向けに利用されている。